# معبد سنسوجی

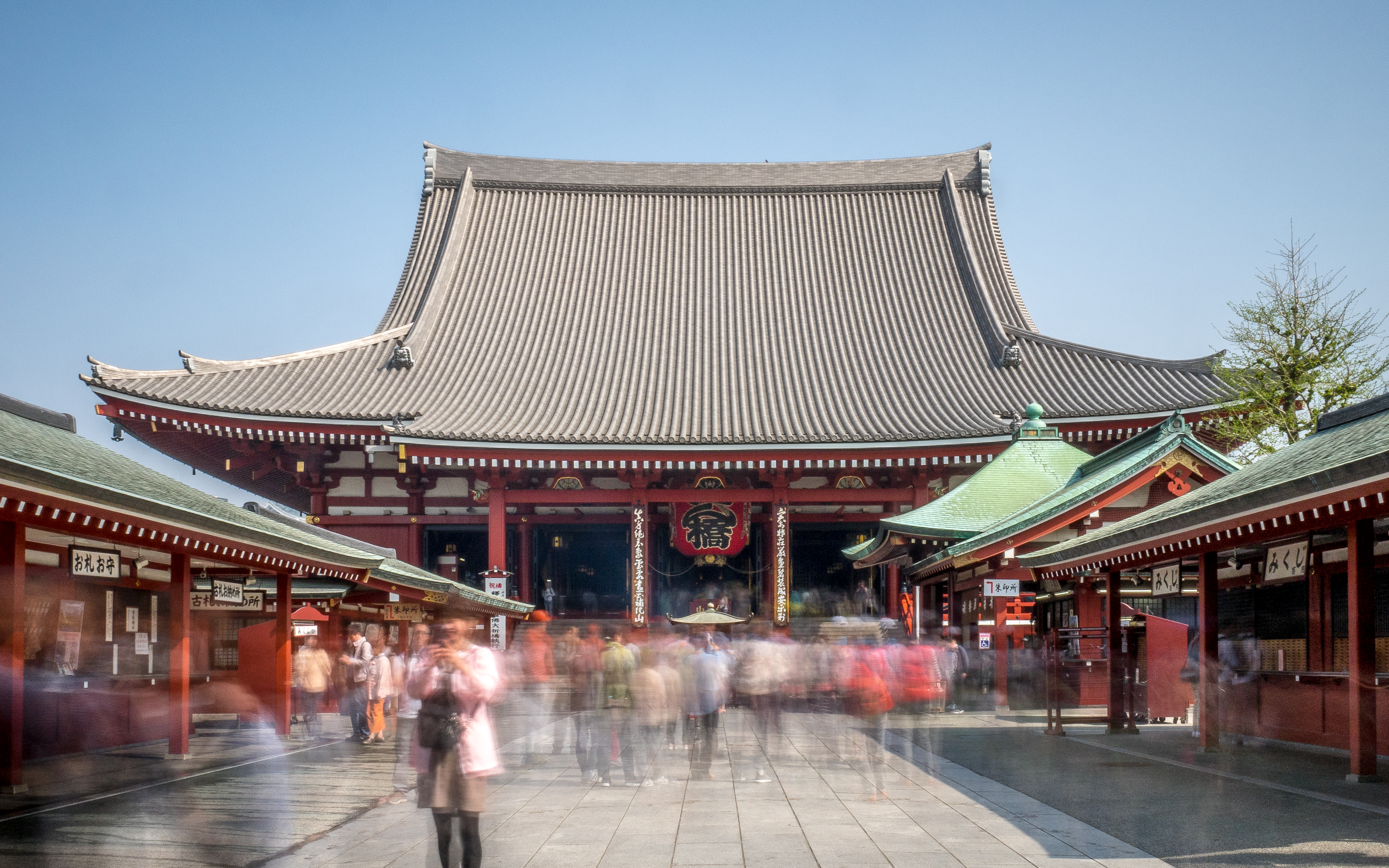
معبد سنسو در آساکوسا.

معبد سنسُو-جی (به ژاپنی: 浅草寺 Sensō-ji)این معبد در آساکوسا در منطقهٔ تایتو واقع شده و قدیمی‌ترین معبد توکیو، پایتخت ژاپن است. این معبد در سال ۶۲۸ میلادی ساخته شده‌است.

## رسیدن به ایستگاه آساکوسا
- خط گینزا  وابسته به متروی توکیو.
- خط آساکوسا  وابسته به متروی توئی.
- خط ایسه‌ساکی (伊勢崎線) وابسته به شرکت راه آهن توبو

## نگارخانه

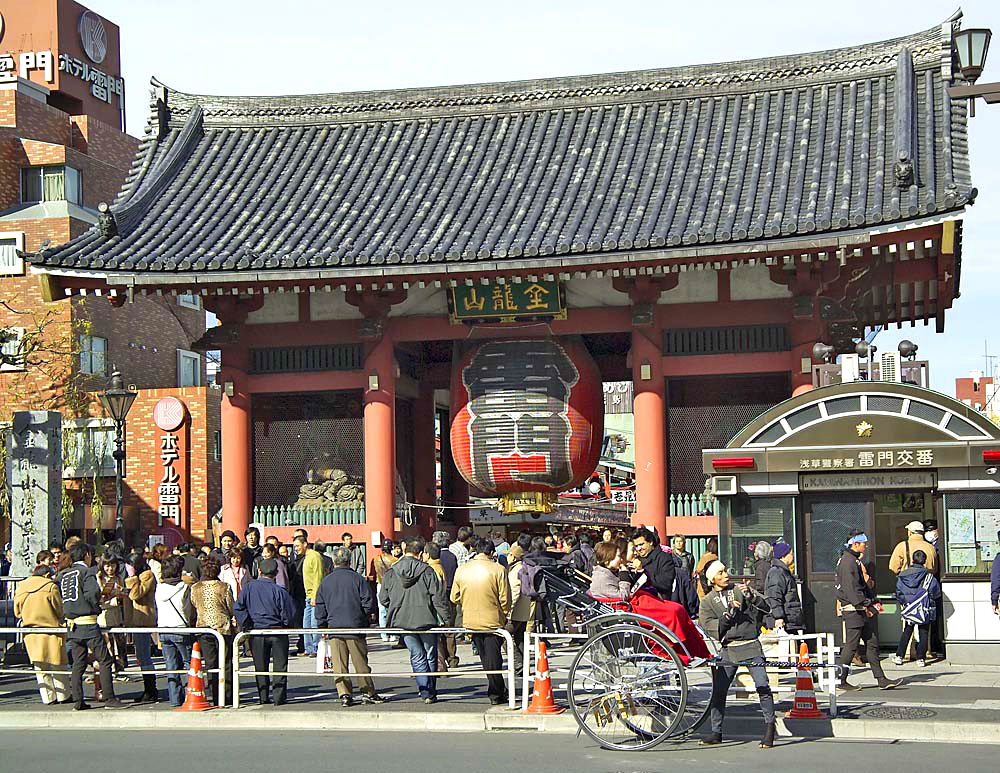
معبد سنسوجی
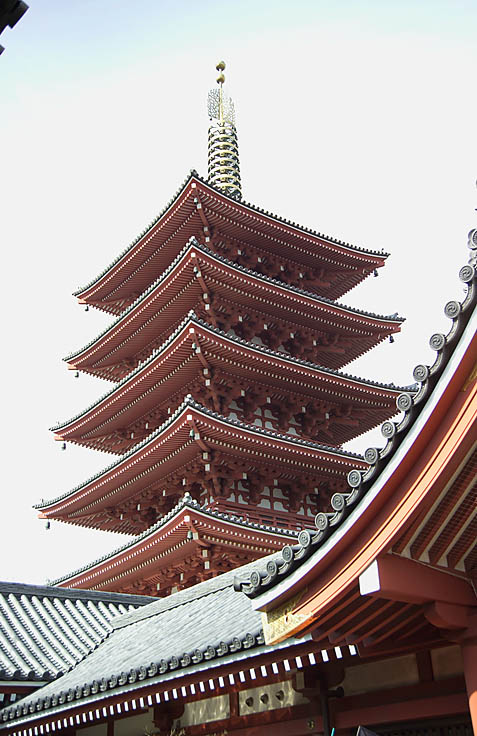
معبد سنسوجی